# Чень Пейна
Чень Пейна (кит.: 陈佩娜, нар. 19 червня 1989) — китайська яхтсменка, срібна призерка Олімпійських ігор 2016 року.

## Виступи на Олімпіадах
| Олімпіада           | Дисципліна  | Місце |
| ------------------- | ----------- | ----- |
| Ріо-де-Жанейро 2016 | віндсерфінг | 2     |

## Зовнішні посилання
- Чень Пейна — олімпійська статистика на сайті Sports-Reference.com (англ.) (архівна версія)